# Mistrzostwa Świata w Biegach Przełajowych 1979
7. Mistrzostwa Świata w Biegach Przełajowych – zawody lekkoatletyczne, które odbyły się 25 marca 1979 roku w Limerick, w Irlandii.

## Rezultaty

### Seniorzy

#### Indywidualnie
| Medal  | Zawodnik              | Czas      |
| Złoto  | John Treacy           | 37:20 min |
| Srebro | Bronisław Malinowski  | 37:29 min |
| Brąz   | Aleksandras Antipovas | 37:30 min |

#### Drużynowo
| Medal  | Zawodnik | Punkty  |
| Złoto  | Anglia · Julian Goater (9) · Mike McLeod (14) · Andy Holden (20) · Nick Rose (21) · Bernie Ford (22) · Nick Lees (33)                                 | 119 pkt |
| Srebeo | Irlandia · John Treacy (1) · Danny McDaid (11) · Gerry Deegan (43) · Mick O’Shea (46) · Donal Walsh (47) · Tony Brien (50)                            | 198 pkt |
| Brąz   | ZSRR · Aleksandras Antipovas (3) · Leonid Mosiejew (18) · Jurij Michajłow (35) · Enn Sellik (38) · Aleksandr Fiedotkin (48) · Władimir Merkuszin (68) | 210 pkt |

### Juniorzy

#### Indywidualnie
| Medal  | Zawodnik        | Czas      |
| Złoto  | Eddy De Pauw    | 23:02 min |
| Srebro | Steve Binns     | 23:09 min |
| Brąz   | Ildar Denikejew | 23:20 min |

#### Drużynowo
| Medal  | Zawodnik  | Punkty |
| Złoto  | Hiszpania | 57 pkt |
| Srebro | Anglia    | 74 pkt |
| Brąz   | ZSRR      | 75 pkt |

### Kobiety

#### Indywidualnie
| Medal  | Zawodnik         | Czas      |
| Złoto  | Grete Waitz      | 16:48 min |
| Srebro | Raisa Smiechnowa | 17:14 min |
| Brąz   | Ellison Goodall  | 17:18 min |

#### Drużynowo
| Medal  | Zawodniczka                                                                                      | Punkty |
| Złoto  | Stany Zjednoczone · Ellison Goodall (3) · Jan Merrill (7) · Julie Shea (8) · Margaret Groos (11) | 29 pkt |
| Srebro | ZSRR · Raisa Smiechnowa (2) · Swietłana Ulmasowa (5) · Giana Romanowa (12) · Raisa Belusowa (29) | 48 pkt |
| Brąz   | Anglia · Ann Ford (9) · Penny Yule (15) · Paula Fudge (17) · Regina Joyce (27)                   | 68 pkt |

## Tabela medalowa
| Miejsce | Kraj              | Złoto | Srebro | Brąz | Razem |
| 1.      | Anglia            | 1     | 2      | 1    | 4     |
| 2.      | Irlandia          | 1     | 1      | 0    | 2     |
| 3.      | Stany Zjednoczone | 1     | 0      | 1    | 2     |
| 4.      | Belgia            | 1     | 0      | 0    | 1     |
| 4.      | Norwegia          | 1     | 0      | 0    | 1     |
| 4.      | Hiszpania         | 1     | 0      | 0    | 1     |
| 7.      | ZSRR              | 0     | 2      | 4    | 6     |
| 8.      | Polska            | 0     | 1      | 0    | 1     |